# Gustaw Roguski
Gustaw Roguski (ur. 12 maja 1839 w Warszawie, zm. 5 kwietnia 1921 w Ostrowach w powiecie kutnowskim) – polski kompozytor i pedagog muzyczny. 
Kształcił się muzycznie u T. Skapczyńskiego (1849, gra na fortepianie) i u Emila Szwarcbacha (od 1850, harmonia i kompozycja). Od 1860 studiował w Berlinie u Adolfa Bernharda Marxa i Friedricha Kiela. Od 1862 przebywał w Paryżu, gdzie uzyskał szereg wskazówek od Hectora Berlioza. Po powrocie do Warszawy w 1865 komponował i uczył muzyki, obejmując stanowiska profesorskie w Instytucie Muzyki w Warszawie. Był też sprawozdawcą muzycznym w Tygodniku Ilustrowanym oraz jurorem w konkursach muzycznych. Do jego muzycznych uczniów należeli m.in. Piotr Maszyński, Mieczysław Karłowicz, Ignacy Jan Paderewski i Ludomir Różycki. 
W 1872 otrzymał za Sonatę g-moll na wiolonczelę i fortepian wyróżnienie na konkursie kompozytorskim, 1873 – II nagrodę za Trio fortepianowe d-moll oraz w 1903 – III nagrodę na konkursie Warszawskiego Towarzystwa Śpiewaczego „Lutnia”. 2 grudnia 1896 został odznaczony orderem św. Stanisława III klasy.

## Twórczość muzyczna
Komponował utwory kameralne, fortepianowe, liczne pieśni na głos z fortepianem. Opracowywał na inną obsadę utwory Stanisława Moniuszki. Był też autorem książek pedagogicznych i podręcznika do nauki harmonii (wspólnie z Władysławem Żeleńskim).